# Градиште-под-Вратном
Градиште-под-Вратном (словац. Hradište pod Vrátnom) — село и одноимённая община в районе Сеница Трнавского края Словакии. В письменных источниках начинает упоминаться с 1262 года.

## География
Село расположено в западной части края у западных склонов Малых Карпат, при автодороге 501. Абсолютная высота — 236 метров над уровнем моря. Площадь муниципалитета составляет 25,19 км². В селе есть римско-католический костёл Святого Мартина.

## Население
По данным последней официальной переписи 2021 года, численность населения селa составляла 669 человек.
Динамика численности населения общины по годам:
| Год:                | 1994 | 2004    | 2014    | 2024    |
| ------------------- | ---- | ------- | ------- | ------- |
| Количество человек: | 692  | 701     | 659     | 665     |
| Разница:            |      | +1,30 % | −5,99 % | +0,91 % |

Национальный состав населения (по данным переписи населения 2011 года):
| Национальность | Численность, человек |
| -------------- | -------------------- |
| словаки        | 627                  |
| венгры         | 4                    |
| цыгане         | 7                    |
| чехи           | 10                   |
| другие         | 2                    |
| не указана     | 26                   |